# Luigi Ricceri
Luigi Ricceri, né le 8 mai 1901 à Mineo et mort le 15 juin 1989 à Castellammare di Stabia, est un prêtre catholique italien des salésiens de Don Bosco et le 6e recteur majeur de cette congrégation entre 1965 et 1977.
Il est le premier supérieur des salésiens après le concile Vatican II, dirigeant un chapitre spécial de la congrégation pour la mettre à jour avec les nouvelles règles de l'Église. Dans ce contexte, il utilise la phrase « En avant avec Don Bosco vivant aujourd'hui, pour répondre aux besoins de notre temps et aux attentes de l'Église » qui deviendra après « Avec Don Bosco et le temps ». Il transfère le siège général salésien de Turin à Rome.